# Досс Іван Федорович
Іван Федорович Досс (Йоганн (Микола) Федорович Досс; 23 жовтня 1835 – † 18 листопада 1881) — російський художник, фотограф. Автор фотографій Тараса Шевченка.

## Життєпис
Навчався (з кінця 1850-х) як вільний слухач в  Петербурзькій академії мистецтв, яку закінчив в 1862 році з дипломом некласного художника-аквареліста.
Освоїв спеціальність фотографа і відкрив своє фотоательє (фотографічний салон, згадується в довідниках вже з 1867 року) на Невському проспекті 1/4 в Санкт Петербурзі.
Ательє Досса проіснувало до 1883 року. В 1883 році власником фотомайстерні в довіднику вказаний Станіслав Пташинський.

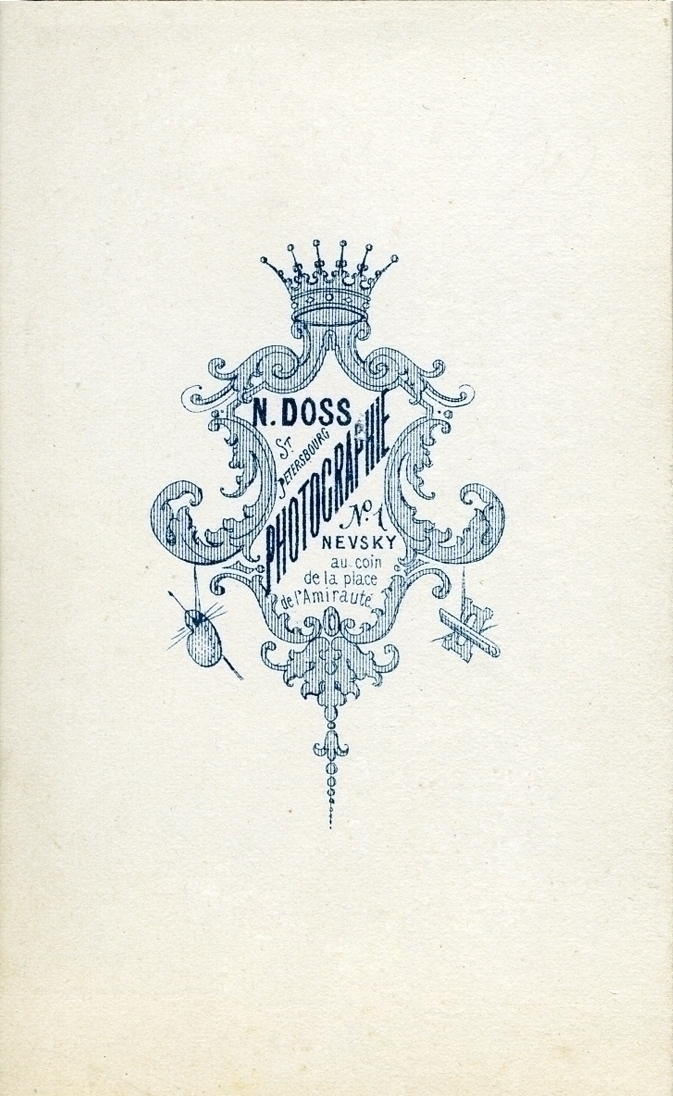
Паспорту ательє Досса
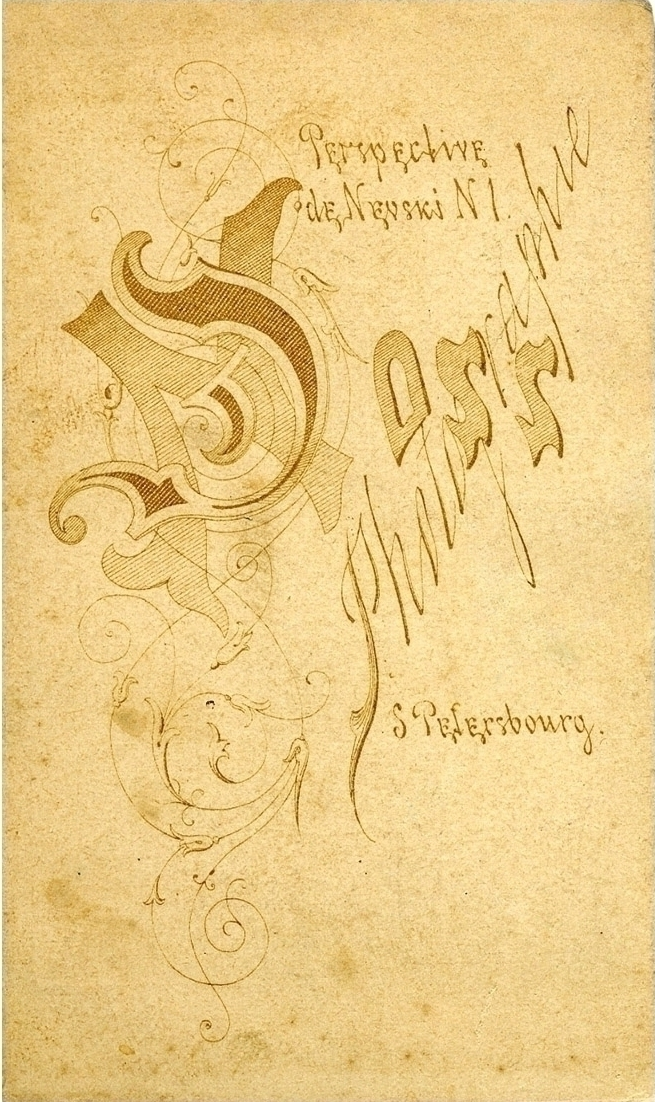
Паспорту ательє Досса

## І.Ф. Досс, як фотограф Т. Г. Шевченка
Відомі два натурні знімки Шевченка.
«У темному костюмі» в двох варіантах відбитків (1860 рік).: 
- великоформатне (фігура поета представлена до пояса), відоме з дарчим написом Шевченка: «Василію Васильевичу Тарновському / меншому. На пам’ять / Т.Шевченко / 1860. 8 Стичня»;
- і  «кабінетного» та «візиткового» форматів – це погрудні та плечові відбитки, наклеєні на паспарту з адресою ательє та прізвищем фотографа,
а також «з Григорієм Честахівським» (1860), тільки у великоформатних відбитках.
Фотографії Т. Шевченка, зроблені І. Доссом, художники Ілля Рєпін, Михайло Гаврилко, Іван Труш, Іван Косинін, Іван Шульга, Антон Середа, Євген Макаров, Фотій Красицький та інші використовували для створення картин і портретів Тараса Григоровича Шевченка.